# .bm
.bm – domena internetowa przypisana od roku 1992 do Bermudów i administrowana przez Bermuda Network Information Centre (BermudaNIC).

## Domeny drugiego poziomu
- com.bm
- edu.bm
- gov.bm
- net.bm
- org.bm